# Daniel Deshays
Daniel Deshays (* 1950) je francouzský zvukový inženýr a hudební skladatel. Jako zvukový inženýr se podílel na nahrávání hudby k různým filmům, mezi které patří N'oublie pas que tu vas mourir (1995), Le Vent de la nuit (1999), Pravidelní milenci (2005) a Un été brûlant (2011). Roku 1982 složil hudbu k filmu La citadelle engloutie režiséra Yvana Lagrangea. Během své kariéry spolupracoval s různými hudebníky, mezi které patří Didier Aschour, John Cale nebo Enrique Morente.